# Stiff Arm

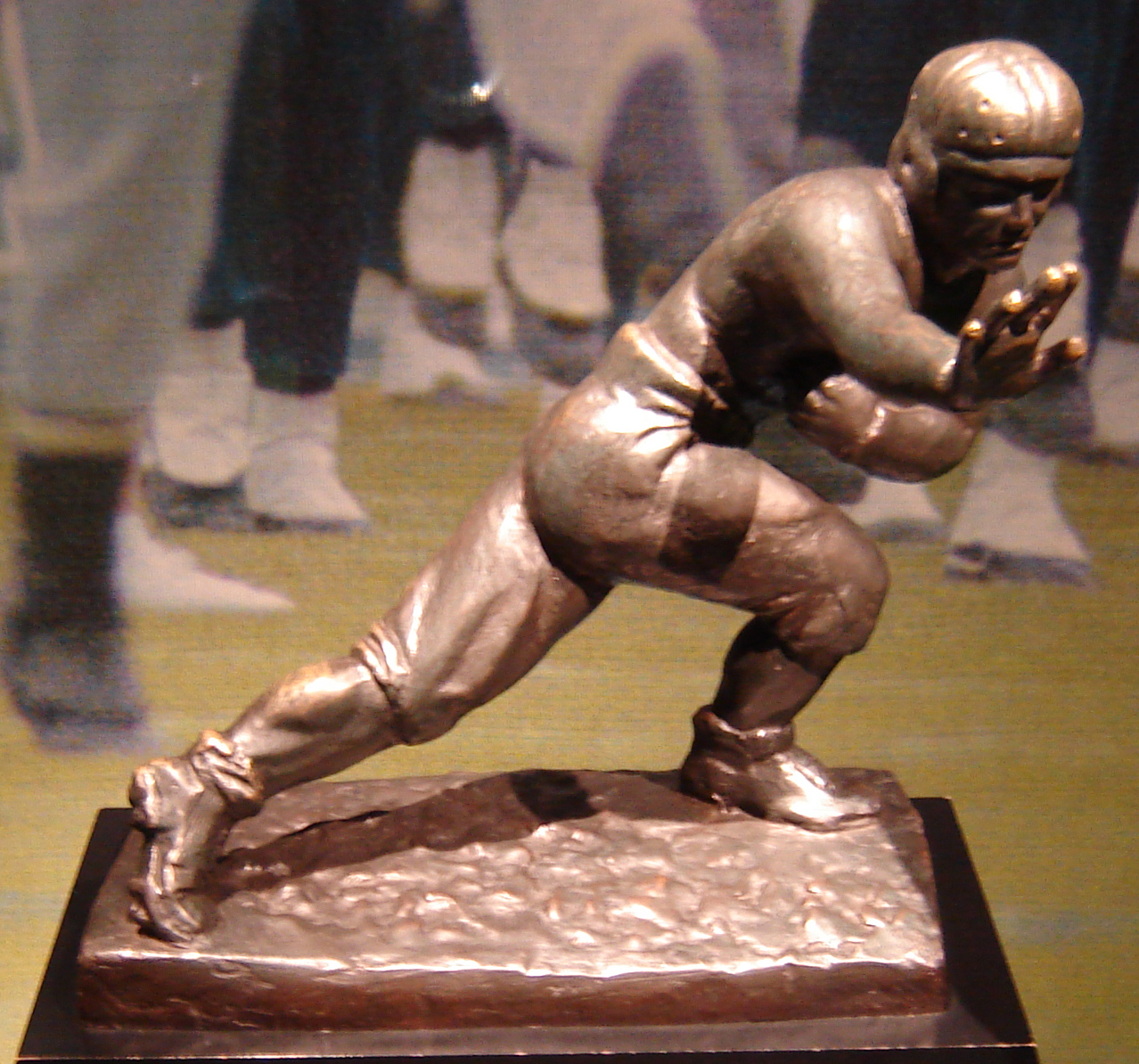
Die Heisman Trophy zeigt den ehemaligen Runningback Ed Smith beim Ausführen eines Stiff Arm.

Stiff Arm (auch Stiff-arm oder Stiff-arm fend, deutsch „steifer Arm“ oder „Steifer-Arm-Verteidigung“) bezeichnet im American Football eine Bewegung, bei der mit ausgestrecktem Arm und geöffneter Hand der Gegner auf Distanz gehalten wird, um so einen Tackle zu vermeiden.

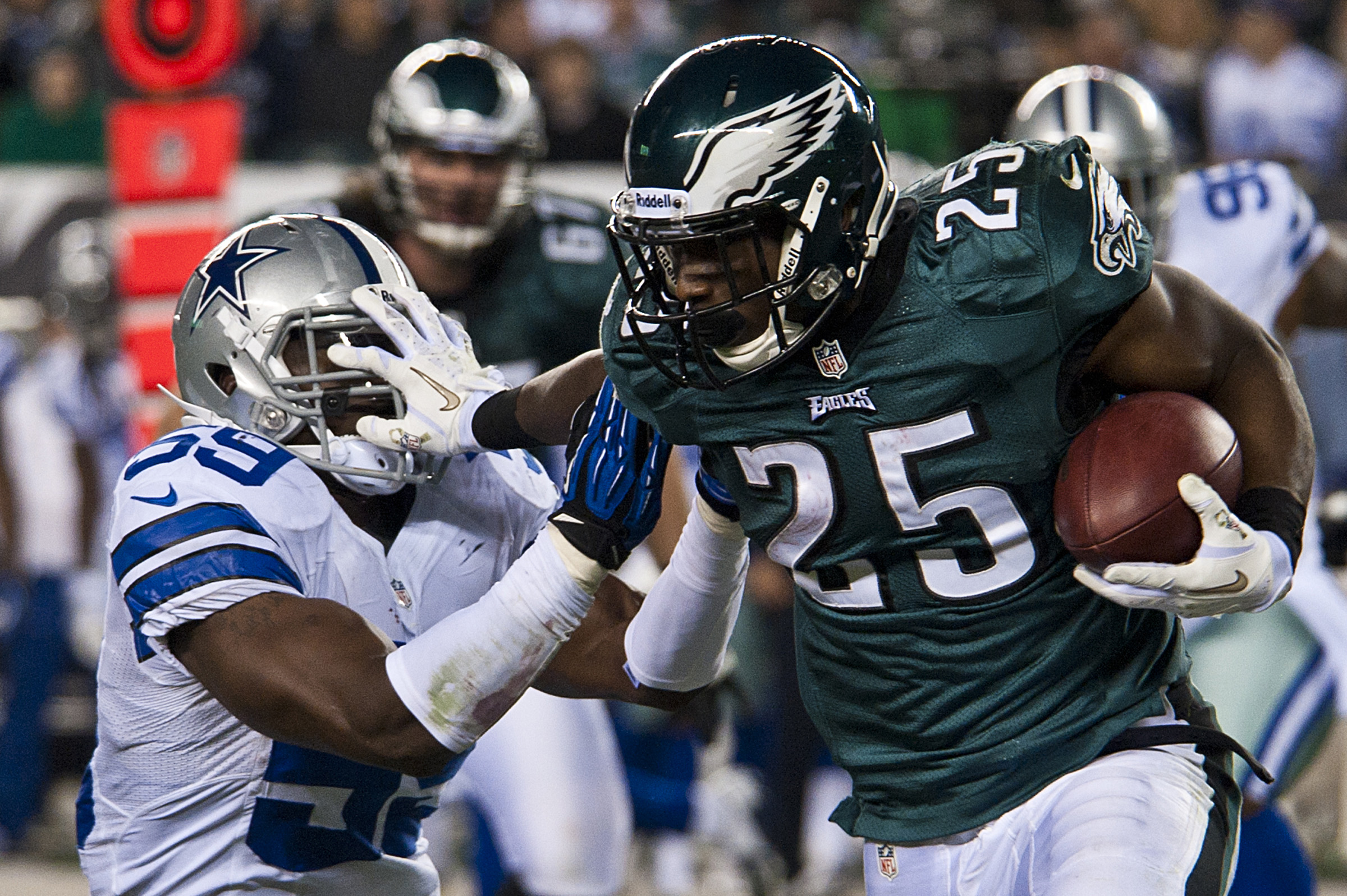
Der Runningback der Philadelphia Eagles, LeSean McCoy (Nr. 25), setzt einen Stiff Arm gegen den Linebacker der Dallas Cowboys, Ernie Sims (59).

Wichtig bei der Ausführung des Stiff Arms ist das Timing, da bei der zu frühen Ausführung der Verteidiger dem Stiff Arm ausweichen oder ihn abwehren kann und bei einer zu späten Ausführung die wirkende Kraft nicht groß genug ist, um den Verteidiger aufzuhalten. Häufigster Angriffspunkt ist der Helm oder das Gesichtsgitter, wobei darauf zu achten ist, dass die Hand offen bleibt und weder in die Öffnungen des Helms noch des Gesichtsgitters eindringt. Dies könnte sowohl für den Verteidiger als auch für den Angreifer zu Verletzungen führen und ist zusätzlich verboten.